# Boullarre
Boullarre ist eine Gemeinde  mit 201 Einwohnern (Stand 1. Januar 2022) im französischen Département Oise in der Region Hauts-de-France (vor 2016 Picardie). Sie gehört dort zum Kanton Nanteuil-le-Haudouin (bis 2015 Betz) im Arrondissement Senlis. 

## Geographie
Boullarre liegt etwa 35 Kilometer ostsüdöstlich von Senlis. Im Norden wird die Gemeinde vom Flüsschen Grivette begrenzt. Umgeben wird Boullarre von den Nachbargemeinden Antilly im Norden und Nordwesten, Thury-en-Valois im Norden, Mareuil-sur-Ourcq im Osten, Rouvres-en-Multien im Osten und Südosten, Rosoy-en-Multien im Süden sowie Étavigny im Westen.

## Bevölkerungsentwicklung
| Jahr      | 1962 | 1968 | 1975 | 1982 | 1990 | 1999 | 2006 | 2013 | 2021 |
| --------- | ---- | ---- | ---- | ---- | ---- | ---- | ---- | ---- | ---- |
| Einwohner | 145  | 129  | 168  | 169  | 222  | 225  | 227  | 226  | 207  |

## Sehenswürdigkeiten

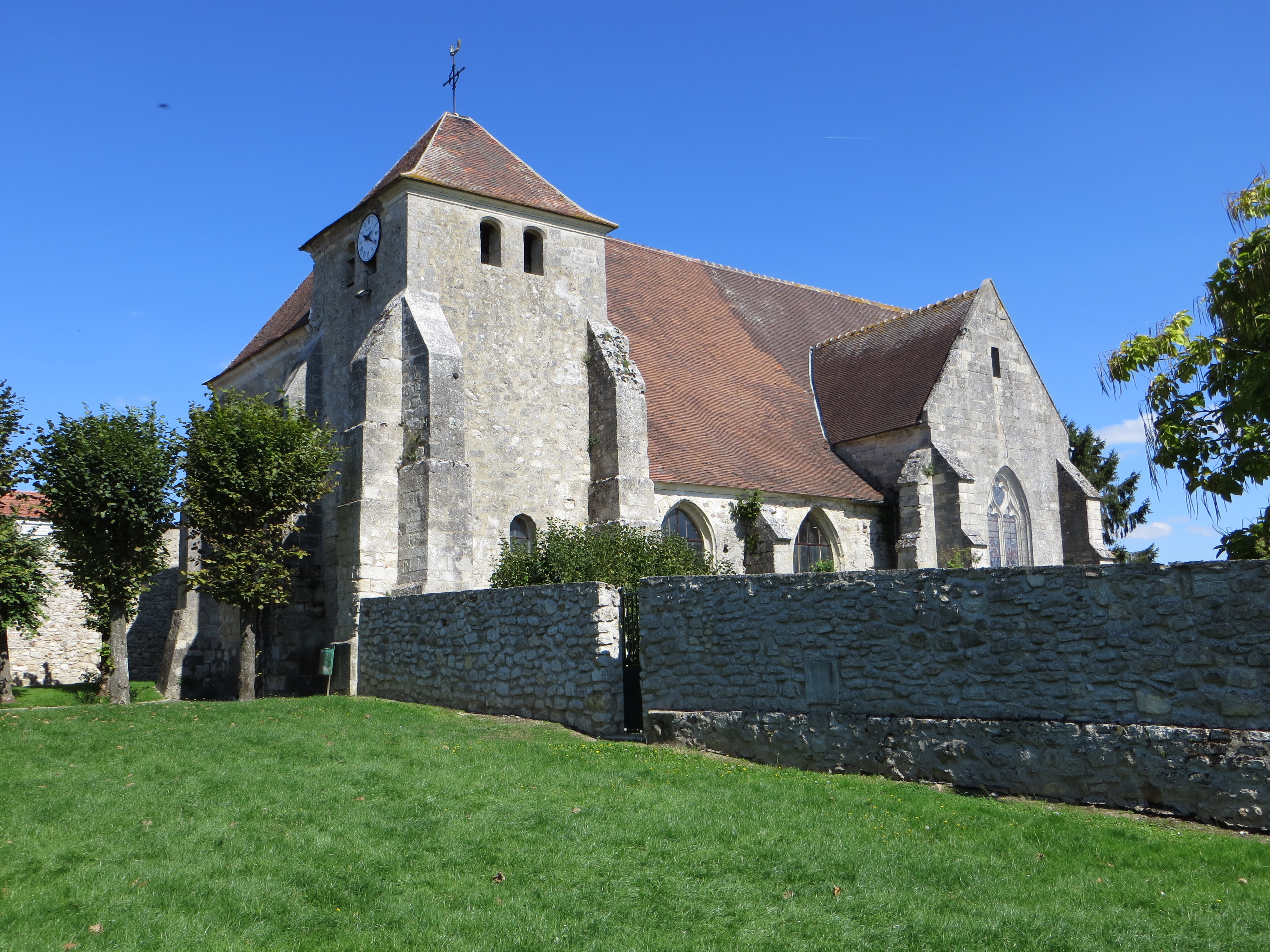
Kirche Saint-Étienne

- Kirche Saint-Étienne, um 1180 erbaut (siehe auch: Liste der Monuments historiques in Boullarre)